# Ceratina kosemponis
Ceratina kosemponis är en biart som beskrevs av Embrik Strand 1913. Ceratina kosemponis ingår i släktet märgbin, och familjen långtungebin. Inga underarter finns listade i Catalogue of Life.